# Spider-Man and His Amazing Friends
Spider-Man and His Amazing Friends (No Brasil: Homem-Aranha e Seus Amigos, Homem-Aranha e seus Fantásticos Amigos ou Homem-Aranha e seus Incríveis Amigos), é uma série de animação produzida pela Marvel Productions, em 1981 com os personagens dos quadrinhos Homem-Aranha,  Homem Gelo e a personagem original Estrela de Fogo.

## Em Portugal
A série deu entrada em Portugal, em finais dos anos 80, por intermédio da Prisvideo (agora Pris Audiovisuais), sendo a sua visualização apenas possível através do aluguer de VHS nos clubes de vídeo. Cada cassete tinha um total de 3 episódios, com a dublagem original brasileira, sob o título Homem-Aranha e seus Fantásticos Amigos.
No início da década de 90 a RTP passou a série pela primeira vez na televisão, no Canal 1, desta vez na sua versão original, legendada. No final da década de 90, a RTP repetiu a transmissão na RTP2, mas com uma dublagem portuguesa.

## Episódios

#### 1ª Temporada
- The Triumph of the Green Goblin
- The Crime of All Centuries
- The Fantastic Mr. Frump
- Sunfire
- Swarm
- 7 Little Superheroes
- Videoman
- The Prison Plot
- Spidey Goes Hollywood
- The Vengeance of Loki
- Knights & Demons
- Pawns of the Kingpin
- Quest of the Red Skull

#### 2ª Temporada
- The Origin of Iceman
- Along Came Spidey
- A Firestar Is Born

#### 3ª Temporada
- Spider-Man: Unmasked!
- The Transylvanian Connection
- The Education of a Superhero
- Attack of the Arachnoid
- Origin of the Spider-Friends
- Spidey Meets the Girl from Tomorrow
- The X-Men Adventure
- Mission: Save the Guardstar

### Títulos no Brasil

#### 1ª Temporada
- Episódio 01 - Triunfo do Duende Verde.
- Episódio 02 - O Crime do Século.
- Episódio 03 - O Fantastico Senhor Frump.
- Episódio 04 - Fogo Solar.
- Episódio 05 - Enxame.
- Episódio 06 - Os Sete Super Heróis.
- Episódio 07 - Vídeo Man.
- Episódio 08 - Plano da Prisão.
- Episódio 09 - Aranha em Hollywood.
- Episódio 10 - A Vingança de Loki.
- Episódio 11 - Cavaleiros e Demônios.
- Episódio 12 - Fantoches do Rei do Crime.
- Episódio 13 - Em Busca do Caveira Vermelha.

#### 2ª Temporada
- Episódio 14 - A Origem do Homem de Gelo.
- Episódio 15 - A História do Aranha.
- Episódio 16 - Nasce a Flama.

#### 3ª Temporada
- Episódio 17 - Homem-Aranha Desmascarado.
- Episódio 18 - A Noiva do Drácula.
- Episódio 19 - A Formação de um Super-herói.
- Episódio 20 - Ataque do Aracnídeo.
- Episódio 21 - A Origem dos Amigos.
- Episódio 22 - Aranha Conhece a Garota do Amanhã.
- Episódio 23 - A  Aventura dos X-Men.
- Episódio 24 - Missão: Salvar o Satélite.